# Денешть (Горж)
Денешть, Денешті (рум. Dănești) — село у повіті Горж в Румунії. Входить до складу комуни Денешть.
Село розташоване на відстані 227 км на захід від Бухареста, 7 км на південний схід від Тиргу-Жіу, 82 км на північний захід від Крайови.

## Населення
За даними перепису населення 2002 року у селі проживали 372 особи, усі — румуни. Усі жителі села рідною мовою назвали румунську.